# Jakob Wilhelm Hauer
Jakob Wilhelm Hauer (Ditzingen, Reino de Wurtemberg; 4 de abril de 1881 – Tubinga, 18 de febrero de 1962) fue un indólogo alemán y escritor de estudios religiosos. Fue el fundador del Deutsche Glaubensbewegung (Movimiento de la fe alemana).

## Biografía
Formado inicialmente en el negocio familiar como enyesador, ingresó en la escuela de misioneros en Basilea en 1900 y sirvió como misionero en la India británica desde 1907 hasta 1911. Su tiempo en la India y su estudio de las religiones indígenas le hizo perder la fe en el cristianismo y en su lugar regresó a sus estudios, leyendo estudios religiosos y sánscrito a un nivel de doctorado en la Universidad de Oxford y la Universidad de Tubinga, antes de ir a enseñar en la Universidad de Marburgo (1925) y Tubinga (1927). Bajo su tutela los estudios religiosos en Tubinga se hicieron cada vez más próximos al nazismo y en 1940 estaba al frente de un "Seminario ario".
En 1920 formó el Bund der Köngener, un movimiento juvenil que surgió de grupos de círculos de protestantes bíblicos que habían entrado en contacto con la tendencia Wandervogel. Inicialmente, poco más que una versión más organizada de la Wandervogel, el Bund, que fue durante un tiempo dirigido por Rudolf Otto, se sintió atraído por los ideales del movimiento Völkisch, especialmente a medida que Hauer comenzó a moverse más hacia el desarrollo de su propia religión.
Hauer comenzó a buscar sus propias formas de religión en 1927, cuando creó la Religiöser Menschheitsbund, que tuvo por objeto una mayor unidad entre la fe de Alemania hacia objetivos comunes. Se unió al Ernst Graf zu Reventlow en este empeño y en 1934 fundó el Movimiento de la fe alemana (Deutsche Glaubensbewegung), que combinó un número de comunidades existentes en una fe Völkisch influida por el hinduismo. La admiración del hinduismo de Hauer se centró en el Bhagavad-guitá, por el cual había sido especialmente atraído. Lo describió como "una obra de importancia imperecedera", argumentando que invocaba a la gente a "dominar el enigma de la vida". En julio de 1934, la religión había sido ratificada mientras Hauer celebraba su primera boda sin otro clero.
Se esperaba inicialmente que podría ser adoptada como religión oficial del Tercer Reich, pero esto no sucedió y como comenzó a declinar Hauer abandonó en 1936. Sin embargo, Hauer permaneció cerca de los nazis, uniéndose finalmente al partido en 1937, escribiendo a Heinrich Himmler inmediatamente después del vuelo de Rudolf Hess a Escocia para denunciar al número dos del partido nazi como una víctima de la antroposofía a la cual se había opuesto.
En los últimos años Hauer procuraría no sólo distanciarse de los nazis, sino también retratarse como un antroposofista. En 1935, sin embargo, escribiría:

Cada empresa y actividad de la antroposofía provienen necesariamente de la visión del mundo antroposófica. La visión del mundo antroposófica es en los puntos más importantes directamente opuesta al nacionalsocialismo. Por lo tanto, las escuelas que se construyen fuera de la visión del mundo antroposófica y que son dirigidas por antroposofistas significan peligro para la educación alemana verdadera.

Hauer fue destituido de su puesto en la universidad después de la Segunda Guerra Mundial y fue internado desde 1945 hasta 1949. Continuó promoviendo su propia religión, formando la Arbeitsgemeinschaft für freie Religionsforschung und Philosophie en 1947 y la Freie Akademie en 1955.

## Publicaciones
- 1922: Die Anfänge der Yogapraxis im alten Indien
- 1923: Die Religionen. Ihr Werden, ihr Sinn, ihre Wahrheit. Erstes Buch: Das religiöse Erlebnis auf den unteren Stufen. Kohlhammer, Stuttgart 1923
- 1923: Werden und Wesen der Anthroposophie. Eine Wertung und eine Kritik. 4 Vorträge. Kohlhammer, Stuttgart 1923
- 1932:  Der Yoga als Heilweg
- 1934: Dt. Gottschau
- 1934: Was will die D.G.
- 1937: Glaubensgeschichte der Indogermanen
- 1941: Glaube und Blut
- 1941: Religion und Rasse
- 1950: Die Krise der Religion und ihre Überwindung
- 1952: Glauben und Wissen